# Río de las Calaveras
El río de las Calaveras es un río en el valle Central de California. Recorre en dirección suroeste unos 83.5 km desde la confluencia de las cabeceras North Fork y South Fork, en el noreste del condado de Calaveras, hasta su confluencia con el río San Joaquín al oeste de la ciudad de Stockton.
La palabra calaveras hace referencia a cráneos humanos. El río recibió su nombre por el explorador español Gabriel Moraga, cuando en sus expediciones de 1806-1808 encontró muchos cráneos de indios norteamericanos a lo largo de las riberas del río. Los españoles creyeron que habían muerto de hambre o en conflictos tribales por territorios de cacería y lugares de pesca. Una causa más probable pudo haber sido una enfermedad epidémica europea, adquirida al interactuar con otras tribus cerca de las misiones en la costa. De hecho, los restos humanos eran de los indios Miwuk asesinados por los soldados españoles al rebelarse en contra de los misioneros españoles. El río Stanislaus se nombró en honor de Estanislao, un Lakisamni Yokut que escapó de la Misión de San José a fines de la década de 1830. Se cuenta que reunió un pequeño grupo de hombres armados con armas improvisadas, luego se ocultó en las colinas cuando los españoles atacaron. Los nativos fueron rápidamente diezmados por las armas de fuego españolas. Moraga probablemente desconocía esta parte de la historia.